# 1397
1397 је била проста година.

## Догађаји
- Побуна Вука Бранковића (1396/1397) - Вук Бранковић је подигао устанак против Османске окупације, али је ухваћен и заробљен.

## Рођења
- Википедија:Непознат датум — Паоло Учело, италијански сликар

## Смрти
- Википедија:Непознат датум — Свети Јефрем - српски патријарх